# Алберт Уилмарт
Альберт Н. Уилмарт (англ. Albert N. Wilmarth) — вымышленный персонаж американского писателя ужасов Говарда Филлипса Лавкрафта, который появляется в повести «Шепчущий во тьме» (1931). Уилмарт появлялся в произведениях «Мифов Ктулху». Фольклорист, известный академик и преподаватель в Мискатонийском университете, живущий в Аркхеме, штат Массачусетс. Друг по переписке Генри Экли.

## Описание
Лавкрафт так описывает Алберта Уилмарта в повести «Шепчущий во тьме» (1931):
Обо всех этих историях о пришельцах я уже давно читал; поэтому, когда начали появляться слухи, связанные с наводнением, я без труда смог установить, на чем они основаны. Я всячески старался втолковать это своим друзьям; и меня забавляло, что находятся упрямцы, настаивающие на присутствии элементов истины в этих рассказах. Не было смысла демонстрировать таким оппонентам, что вермонтские мифы по существу мало отличались от тех всеобщих легенд о природной персонификации существ, которые наполняли античный мир. Чем больше я старался высмеивать эти рассуждения, тем сильнее мои упрямые друзья защищали их, добавляя разные доводы. Тогда я получил письма от Генри Эйкели, которые произвели на меня столь сильное впечатление, что раз и навсегда приковали мое внимание к пленительному краю теснящихся зеленых склонов и журчащих лесных ручьев.

Какие геометрические принципы легли в основу огранки Чёрного камня — я могу только догадываться; но скажу без колебаний, что никогда не видел предмета столь странного и чуждого нашему миру. Очень немногие иероглифы был различимы, но один-два вызвали у меня шок. Конечно, это могла быть фальсификация, ибо есть и кроме меня люди, читавшие чудовищный "Некрономикон" безумного араба Абдула Альхазреда. Я испытал нервную дрожь, узнав определенные идеограммы, что я знал по своим исследованиям, связанные с наиболее святотатственными и леденящими кровь историями о существах, которые вели безумное полусуществование задолго до того, как были сотворены Земля и другие внутренние миры солнечной системы. Я столкнулся с именами, которые встречал ранее лишь в контексте самых зловещих предположений... был перенесен через безвестные эпохи и непостижимые измерения в миры древних, открытых реальностей, о которых безумный автор "Некрономикона" лишь смутно догадывался. Мне было сообщено о хранилищах первичной жизни и потоках, вытекавших оттуда; наконец, о струйках этих потоков, которые оказались связанными с судьбами нашей планеты. Я не в силах был собраться с мыслями; ранее я пытался многие вещи объяснять, но теперь начал верить в самые аномальные и невероятные чудеса. Массив конкретных доказательств был грандиозен. Я не рискну привести его и даже не доверю бумаге. Я почти рад, что это письмо и запись фонографа теперь исчезли.
Алберт Уилмарт — специалист по фольклору и преподаватель литературы в Мискатоникском университете. Его фольклорная коллекция хранится в библиотеке университета. Историк по теме Новой Англии и член Исторического общества Аркхема. Получил образование в Гарварде. Родился и вырос в Аркхеме и в настоящее время является хозяином семейного дома на Солтонстолл-стрит, 118. Участвовал в дебатах по различным мифам и мистификациям. Уилмарт детально разбирает происхождение мифов разных народов мира. Читал «Некрономикон» и другие оккультные книги.
Расследовал события, произошедшие после небывалого наводнения в штате Вермонт 3 ноября 1927 года. Уилмарт получил письмо местного отшельника Генри Экли, который решительно утверждал, что видел тела мёртвых пришельцев. Уилмарт с пониманием относится к громогласным сообщениям Экли. Однако, после более тщательного изучения местных явлений и доказательств внезапно меняет свою точку зрения и начинает понемногу верить Экли. После он получил в посылке фотографии и грампластинку с доказательствами существования инопланетян. На грампластинке Уилмарта прослушал ритуал, на котором звучит имя Ньярлатхотепа и Шуб-Ниггурат. Уилмарт уже сталкивался с этими именами и посчитал, что их культ связан с «Жёлтым знаком» и Хастуром. Продолжая контактировать с Экли, Уилмарт быстро убеждается, что мифы правдивы и что горы населены инопланетянами. Уилмарт указывает на подлинность древнеиндийских легенд о Ми-Го. Уилмарт поспешил навестить Экли в Вермонте в сентябре 1928 года, но по по прибытии обнаружил, что с ним произошла беда. Сам того не понимая, Уилмарт беседовал с Ми-Го и даже смог пообщаться с сознанием некоего человека, заключённого в один из мозговых цилиндров, под номером В-67. После участия в эксперименте, у него остались неизгладимые впечатления и душевная травма. Все доказательства Уилмарт потерял в доме Экли.
В повести «Хребты Безумия» (1931) студент Уильям Дайер не без сожаления замечает, что «подолгу беседовал в университете с фольклористом Уилмартом, большим эрудитом, но крайне неприятным человеком». Также же упоминаются «фантастические рассказы друга-фольклориста из Мискатоникского университета о живущих в горах существах, родом из космоса, которыми он поделился с ними».

### Упоминается в произведениях
- «Глубинный ужас» (англ. The Terror from the Depths) Фриц Лейбер (1976)
- «В Аркхэм и к звёздам» (англ. To Arkham and the Stars) Фриц Лейбер (1966)
- «Роющие недра» (англ. The Burrowers Beneath) Брайан Ламли (1975)
- «Жители песков» (англ. The Sand Dwellers) Адам Нисуандер (1998)
- «Каталог Катастрофы» (англ. The Atrocity Archive) Чарльз Стросс (2002)
- «Призрачные холмы» (англ. Haunted Hills) Лоуренс Кинг (2018)

## Вдохновение
Роберт Прайс описывает Уилмарта как характерную модель главного героя Лавкрафта: в начале Уилмарт преисполнен блаженного неведения и слишком поздно узнаёт страшную правду, после долгой битвы со своим скептицизмом. Прайс утверждает, что упоминание в повести Артура Мейчена отнюдь неспроста. Фольклорист поначалу не принимает всерьёз тех, кто верит в существование чудовищ в горах Вермонта, называя их «просто романтиками, которые неотступно пытаются перенести в реальную жизнь фантастические сказания о затаившемся «маленьком народце», что стали популярными благодаря произведениям Артура Мейчена». Прайс считает, что таким образом Лавкрафт признаёт, что взял за основу рассказ Мейчена «Роман о чёрной печати» (англ. The Novel of the Black Seal, 1895). Прайс пишет по этому поводу:

«Я бы даже сказал, [Лавкрафт] по сути, создал заново новую версию рассказа Мэкена. В обоих случаях мы читаем о профессоре, исследователе старины, который отправляется в опасную экспедицию в неизведанный район зловещих куполовидных холмов, следуя своим профессиональным интересам, которые многие сочли бы за суеверия. Его влечет Чёрный камень с любопытным символами, похожий на наследие древней дочеловеческой расы, ныне скрывающейся среди этих таинственных холмов… Лавкрафт разделил роль мэкеновского профессора Грегга между профессором Уилмартом и фильклористом Экли… Именно Экли, а не профессор, в конце исчезает в когтях древней расы. Уилмарт остаётся, чтобы досказать историю, — как мисс Лалли у Мэкена».
Оригинальный текст (англ.)I would go so far as to make essentially a rewriting, a new version of Machen's. In both cases we have a professor, an antiquarian, following his avocational interests in what most would dismiss as superstition on a dangerous expedition into a strange region of ominous domed hills. He is lured by a curiously engraved black stone which seems a survival from an elder prehuman race now hidden in those mysterious hills. ... Lovecraft splits the role of Machen's Professor Gregg between Professor Wilmarth and the scholarly recluse Akeley. ... [I]t is Akeley, not the Professor, who eventually disappears into the clutches of the elder race. Wilmarth remains behind to tell the tale, like Machen's Miss Lally.
— Роберт Прайс

## Другие авторы

### Фриц Лейбер
Фриц Лейбер упоминает многих персонажей и самолично Лавкрафта, в роли персонажа, в рассказе «Глубинный ужас» (1976). Лейбер добавляет несколько новых сведений об Алберте Уилмарте — он популярная фигура среди студентов Мискатоника и известен своей любовью к быстрой езде на спортивных автомобилях (не смотря на то, что он был пассажиром в повести Лавкрафта). Уилмарт держит несколько домашних кошек и является другом Дэнфорта и самого Лавкрафта. Благодаря обязанностям на кафедре и своему тонкому характеру он теперь отправляет аспирантов и младших преподавателей собирать фольклор из первых рук. Уилмарт хорошо знаком и сотрудничает с Генри Армитежем в его мистических занятиях. Они оба знакомы с Лавкрафтом, как писателем, и считают, что его произведения основаны на реальных событиях. Уилмарт проводит ночь в старинном особняке Фишерова блажь. Джордж Фишер будет его, когда он начинает твердить о Ктулху, после чего он страхе уезжает.  
Фриц Лейбер делает Уилмарта главным героем рассказа «к Аркхему и звездам» (1966), где он предстаёт профессором 70 лет, руководителем кафедры литературы в Мискатоникском университете. Лейбер описывает его как: «Стройного и седовласого, с насмешливо-язвительными нотками, из-за которых люди называют его не только "очень" эрудированным, но и "неприятным"». Он признаёт поддержание довольно «тесного контакта с жителями Плутона и Юггота». В произведении Уилмарт говорит: «Проведя взрослую жизнь в Мискатонике, понимаешь, что получил полноценное развитие, отличающееся от стадного восприятия воображения и реальности». Уилмарт отмечает события, что произошли там с 1920-х и 1930-х годов (Действие происходит, по-видимому, в середине 1960-х годов; из-за отсылки к Фиделю Кастро и Международному геофизическому году - 1957-58 гг.; но не раньше конца 1950-х.). 

### Брайан Ламли
Брайан Ламли пишет в романе «Роющие недра» (1975), что Уилмарт занимается изучением оккультных и мистических событий. Он делится открытиями со своими коллегами Генри Армитежем и Натаниэлем Пизли (Henry Armitage, Nathaniel Peaslee). Эти ученые создали кампанию по выявлению источников мифов и борьбы с божествами цикла Ктулху, — Фонд Уилмарта. Уилмарт совершил много длительных поездок, чтобы посетить разные места и поговорить со своими информаторами. В конце концов, это стало его погибелью. Потрясённый результатами поездки в гости к поэту с Западного побережья Джорджу Фишеру, Уилмарт заболел в 1937 году и вскоре после этого умер (хотя, по мнению других, он дожил до шестидесятых).
Фонд Уилмарта («Wilmarth Foundation») — организация, базирующаяся в Мискатоникском университете, посвященная продолжению дела Альберта Уилмарта. Была основана незадолго до смерти Уилмарта, и, хотя основные положения организации многим казались абсурдными, она росла не по дням, а по часам, получая большую поддержку от высокопоставленных лиц в различных правительствах и корпорациях. С тех пор Фонд Уилмарта организовал экспедиции во многие страны, включая Англию, Францию и Турцию, выискивая своих врагов. Несмотря на серьёзную неудачу в 1980 году, когда шторм и наводнение разрушили здание Мискатоникского университета, учебное заведение продолжило свою успешную работу. Деятельность Фонда организована силами агентов. Во-первых, телепаты, способные обнаруживать мифические сущности, отправляются на разведывательную миссию, чтобы точно определить местоположение любой цели. Затем мистики с подвесками со Знаком Старцев прибывают в этот район и используют своё влияние на местные власти, чтобы держать свои действия в секрете от общественности. Наконец, угроза устраняется с использованием естественной слабости внеземного существа или с помощью тщательно подобранного количества взрывчатых веществ, если о существе ничего не известно. Именно с помощью этого базового плана Фонд Уилмарта в 1970-х годах боролся с американской и британской хтонической угрозой. Фондом управляет совет директоров, состоящий из старших профессоров Мискатоникского университета, возглавляемый президентом. В 1970-х годах этот пост занимал Уингейт Пизли, но после его смерти в результате после бомбардировки Рифа Дьявола в 1980-м его место занял Артур Мейер. С тех пор пост перешёл к Мартину Венди-Смиту. Упоминается в романе «Роющие недра» и «Путешествие Титуса Кроу».

### Лоуренс Кинг
Лоуренс Кинг в романе «Призрачные холмы» (2018) пишет, что Уилмарт возвращается на ферму Эйкли и его заменил «шептун» Ми-Го. В образе доктора Уилмарта агент Мт-Го едет в Мискатонийский университет, чтобы выполнить свой замысел.

## Фильм
Мэтт Фойер исполнил роль Алберта Уилмарта в черно-белом фильме «Шепчущий во тьме» 2011 года. Ранее он играл роль Френсиса Тёрстона в фильме «Зов Ктулху» (2005). Снят и спродюсирован Шоном Брэнни, Эндрю Леманом и Дэвидом Робертсоном для компании H.P. Lovecraft Historical Society. Снят с использованием «Мифоскопа», сочетает старинные и современные съемочные техники, призван создать вид фильма эпохи 1930-х годов. Фильм передает внешний вид «классических фильмов ужасов 1930-х годов, таких как Дракула, Франкенштейн и Кинг-Конг».